# 開運貴婦人 マダム・パープル
『開運貴婦人 マダム・パープル』（かいうんきふじん マダム・パープル）は、安堂友子による日本の4コマ漫画作品。『まんがタイムオリジナル』（芳文社）にて2006年8月号から2010年12月号まで連載。

## 概要
一流占師兼霊能者の村崎あやめ、通称マダム・パープルが、弟子兼家政婦の山田ヒナギク、秘書の庄部さつき、芸能活動上のライバル・プリンセスチェリーらと巻き起こす騒動を描いたギャグ漫画。単行本はまんがタイムコミックスより1巻が刊行されたが、絶版となっている。

## 登場人物
※以下には、コミックス1巻には登場しないキャラ（1巻より後の、コミックスになっていない分に登場するキャラ）も、紹介されています。

### マダムとその周囲の人物
マダム・パープル
本作の主人公。本名は村崎あやめ（むらさき あやめ）。人からは「マダム」と呼ばれる。一流霊能者兼占師。占いは百発百中で外したことがない。
年齢はどう見ても40～50歳くらいなのだが、本人は30代で通している。秘書の庄部とは甥と伯母の関係なのだが、「年を予想されてしまうから」という理由で箝口令をしいている。そのことを知っているのは、当事者達以外では立ち聞きした山田、ただ1人。
大金持ちのセレブだが、立ち食いソバや100均、通販やバーゲンなど、庶民的なものも好む。ただしバーゲンは疲れるので自分では行かず、弟子の山田に行かせる。宝クジは「宝クジ程度は稼いでいるので興味はない」という理由で買わない。
料理などの家事は全くできず、山田に頼りっきり。たまに自分の占い（主に悪い結果）が当たることを検証するため、わざわざ料理をすることも。絵がかなり下手。
噂になっている、会うと不吉な予言をされる妖怪「ムラサキウラナイババア」のモデルになっているらしい。
マダムが飛行機をドタキャンするのを見て、その飛行機は危ないのではと思われてキャンセルが続出したり（実際は、山田がパスポートを忘れただけ）、雑誌の占いで「ガラス」が「カラス」と書かれていたために、カラスのアクセサリーを付けてフラれる女性が続出したことからマダムに抗議文が届いたりするなど、彼女の影響力はすさまじい。
結構シャイで、歌の曲名を忘れた時、人に「これの曲名何だっけ?」と尋ねて鼻歌を歌うのが恥ずかしくてできない。そのため、水晶玉に聞く。
昔は駄菓子屋で必ずクジを当てる強運少女で有名であり、しだいに近所の子供皆に頼まれるようになり、他人の分までクジを引き、それで駄菓子屋を3軒はツブしたらしい。
山田ヒナギク（やまだ ヒナギク）
マダムの弟子兼家政婦。料理などの家事は全て受け持っている。住み込みなのでマダムの屋敷で寝泊りしている。仕事の割合は、弟子：家政婦が1：9らしい。顔はわりとかわいいが結構なドジ。
元々占師志望だったが、彼女の姉がマダムのアドバイスで幸運をつかんだことで、マダムに弟子入りしたらしい。ちなみに水晶を使った占いの腕はそこそこだが、未熟。
作中では下の名前で呼ばれることが全くなく、登場人物紹介にすら書かれない。書かれたのは、連載最初の4コマの山田の登場するコマと、1巻表紙裏に書かれている「裏話」の中のみ。これは、作者がわざとやっていることで、「作中で一度も下の名を呼ばない」というスパンの長いギャグのつもりらしい。
嗅覚によって食べ物の痛み具合を調べることは、一度も外したことがないらしい。それに関しては絶対の自信を持っていて、マダムの占いにも反論するほど。
マダムと違ってチェリーとは別に仲が悪いわけでもないらしく、控え室でババ抜きをしたり、町で会ったらチェリーが山田の店で占いをさせたりする。
街角で開業して占いの修行もしているが、学生などに年齢に似合わぬ相談をされて自信喪失したり、「占いなんて信じちゃダメよ!!」と言って墓穴を掘るなど、失敗ばかりであるが、時には助言が大当たりすることもある。寒さしのぎに持参した魔法瓶の熱い飲み物を飲んでいた時、通りかかった人に「1杯くれる?」と言われ、それがわりと売れるために、コーンスープ80円、菓子パン100円、ゆでたまご20円、他にはガムに酢コンブ、おでん、コーヒーと業務拡大をしてしまい、田舎の雑貨屋さんのようになってしまったことがある。
庄部さつき（しょうぶ さつき）
マダムの秘書で甥。イケメンだが目つきが鋭く、ちょっと怖い印象を与える。山田同様、下の名前で呼ばれることはない。
占いにはあまり興味はないが、手相を見ることはマダムの影響で昔少しかじったことがあるらしい。
「朝来たら～」という会話があることから、マダムとは同居はしていないらしい。
髪の伸びる人形
マダムの持ち物。見た目はごく普通の日本人形。通称「髪 伸子（カミ ノビコ）」（山田が命名）だが、当人（?）は気に入っていない。
山田に何か言われると、グレて髪形が変わる（リーゼント&そりこみ、モヒカン、パンチパーマ）
山田に「伸子」の名前の紙を張られ、横倒しになっていたところを庄部に助けられたことで彼に惚れ、ストーキングしている。
意外とミーハーで、マダムの屋敷にアイドルグループ「藤色5」が来ると知ると、着物や髪型が豪華になったりする。
庄部のカバンに勝手に入ったり、暑い日には時間が経つごとに涼しい場所に移動していったり、伸ばした髪の毛でセーターを編むなど、自分の意思で行動できるらしい。
ある男性をつけ回すという噂の「ストーキング日本人形」とはこの人形で、付回されている男性とは庄部のことである。
睡蓮モネ（すいれん モネ）
押しかけ弟子。入門を断られるが、マダムの家の庭にテントを持ち込んで住み着く。実家は金持ちなので、生活に必要なものは支払いを家に回して好きなように購入している。
- 実は、マダムは同作者の別作品『インスタントエンジェル 天子様が来る!』に少しだけ登場している。むしろ、そちらが初登場で、そこから主人公として独立したのが、この作品『マダムパープル』である。ちなみに、『インスタント〜』には、山田やチェリーに似たキャラも出ている。

### マダムの友人など
プリンセス・チェリー
本名不明のエセ占師アイドル。占いはあまりまともにやっていない。髪はあまり長くないようだが、頭の両端で束ね、ツインテールのような形にしている。背は低い。
顔はわりとかわいいがあざとい性格で、それも含めて性格はお世辞にも良いとは言えない。また、いいことがあると自慢したがる。
語尾に必ず「ピョン」を付けるが、「イタイ」と言われることもある。マダムとは、犬猿の仲であるが、TVで競演することも多い。
マダム同様、年齢をごまかしている。成人式について「あんな退屈なモン…」と「出てない」と言いそうになったり、20歳を過ぎているのはバレバレなのだが、本人は10代で通している。プロフィール、特に年齢に繋がるものはひた隠しにしているが、本人がTVを見て言っていたことから、てんびん座であることだけが判明している。
B級グルメ評論が得意らしいが、マネージャーの宮辺に「隠し通してくださいね… アイドルなんだから…」と言われ、公表していない。
アイドルだが庶民派で、食事処『りいずなぶる』の常連客。彼女の名を付けたカツ丼＋チェリーの「チェリー定食」（プリンセスチェリーご用達、と銘打って）がメニューにある。
外出の際は飾りのない髪留めをし、帽子とサングラスで変装している（サングラスはしないこともある）しかし、食事処『りいずなぶる』に行く時は、なぜか必ず素顔のままである。
宮辺草太（みやべ そうた）
プリンセス・チェリーのマネージャー。気を遣う性格のわりには粗忽者。連絡ミスなどはしょっちゅうである。
マーガレット女史
イギリスから来たスーパー占師。通称「マダム・ホワイト」で、マダムと会った時、通訳を通さず、占いでお互いの挨拶の内容を当て合った。
いつも通訳の松下と行動を共にしているが、1度だけマダムの家に立ち寄った時のみ1人だった。
園芸にも詳しく、その手の番組にも出演している。しかし、園芸の映像を見て「ココに霊が」「知らぬが仏ってか」などと話す。だが英語で話しているので、通訳以外には解からない。
松下栗子（まつした りつこ）
マーガレット女史の通訳。なかなかの美人だが、名前どころか苗字ですら呼ばれることがない可哀相な人。
マーガレット女史が園芸の映像を見て「ココに霊が」などと英語で返してもまともに訳さず、「知らぬが仏ってか」を「大変美しいバラですね…と」と訳してごまかした。超訳する通訳である。
藤色5（ふじいろファイブ）
今人気の美形アイドル5人組。メンバーの芸名は「TAKU（タク）」「RYO（リョウ）」「MASAYA（マサヤ）」「LUI（ルイ）」「為吾郎（タメゴロウ）」5人の名付け親はマダムだが、為吾郎だけは「なぜ自分だけ」と疑問を呈していた。
有名人の豪邸訪問のコーナーで、藤色5がマダムの家に来ることになった時、山田の想像の中では、為吾郎だけ顔半分しか描かれていなかった。
月岡・竜田川
マダムの友人達。占師。おそらく関東占師協会の幹部。本名はそれぞれ月岡サユリ、竜田川もみじ。共に作中で下の名前で呼ばれることはなく、書かれたのは1巻表紙裏に書かれている「裏話」の中のみ。やせている方が月岡で肥っている方が竜田川。
竜田川はマダムを含めた3人の中では唯一の既婚者で、少なくとも2人は子供がいるらしく、上の子供には恋人がいる。
マダムが大量の福袋を買って帰るのを見て、他の客に「マダムが占いで中身の良い袋を選んで買っていたので残りはスカばっかり」と思われて全く売れなくなったため、次の年からは福袋売り場に有名占師の出入りが禁止された。そのため、その時はいなかった月岡と竜田川も、巻き添えのような形で出入り禁止にされてしまった。この一件から、月岡と竜田川も、有名占師であることがわかる。

## お店、団体
関東占師協会
マダムが所属する協会。秋の幹部会に参加した幹部はマダムと山田を含め、最低でも7人。
秋の幹部会では、「仕事で集まっているわけだから就業時のスタイルを貫く」「雰囲気を大切にしたい」「シビアでタイトなビジネスだからこそ華やかに」という理由で、幹部全員が就業時の服装で集まった。しかし、会場はなぜかお好み焼き屋だった。
月岡と竜田川がそうであるように、幹部達も演技が下手。TVで霊園に行っても全く怖がることができない（霊能者としてもプロのため）。
ザ・フォーチュン
占師専用高級バー。ごく一部の占師しかその存在を知らない、秘密の社交場である。選ばれし占師達のバーである。優秀な占師しか入れない超セレブな会員制バー。
もちろんマダムは会員である。「店の所在地を自分で占って探し当てなければならない」というルールがある。山田もその気になれば探し当ててすぐにでも行けるらしい。
万が一、無礼な一般客＝酔っ払いが迷い込んで来た場合、客全員で取り囲んで占いを仕掛けカモにする。
食事処『りいずなぶる』
庶民的な食堂。水はセルフサービス。
山田と庄部も来たことがあり、備え付けのTVにチェリーが映っているのを見て、「マダムが嫌っている」「明らかに占い以外でウケている」などと話していた時、離れた席でチェリーが丼をガツガツ食べているのを見て、山田「いい娘じゃん…!」庄部「ああ…そんな気がしてきた…」と、涙ぐんで感心（?）した。

## 所収
まんがタイムコミックスより
- 第1巻 2007年4月21日発行 ISBN 978-4-8322-6532-5